# Acide alendronique
L'acide alendronique (DCI) ou l'alendronate de sodium (USAN) vendu sous le nom de Fosamax par Merck est un bisphosphonate (classe de médicaments de plus en plus utilisés dans le monde contre l'ostéoporose et d'autres maladies osseuses telles que la maladie de Paget, l'hypercalcémie maligne...). 

Il est aussi vendu en combinaison avec la vitamine D (sous le nom Fosavance). 

## Effet secondaires
Tous les bisphosphonate ont des effets secondaires s'ils font l'objet d'une utilisation chronique : effets gastro-intestinaux (diarrhée, douleurs abdominales, inflammation, érosions et ulcération du tractus gastro-intestinal supérieur.) 
Un article publié en 2017 a conclu que le méthyl sulfonyl méthane (MSM) (aussi utilisé pour l'arthrose), administré avant l'Alendronate semble pouvoir dans une certaine mesure prévenir l'ulcération induite par des bisphosphonates (dans le modèle animal rat de laboratoire). 
Par ailleurs, on observe d'autres effets secondaires qui peuvent émerger et s'avérant graves notamment une nécrose de la mâchoire. 